# Varanger (nationale toeristenweg)

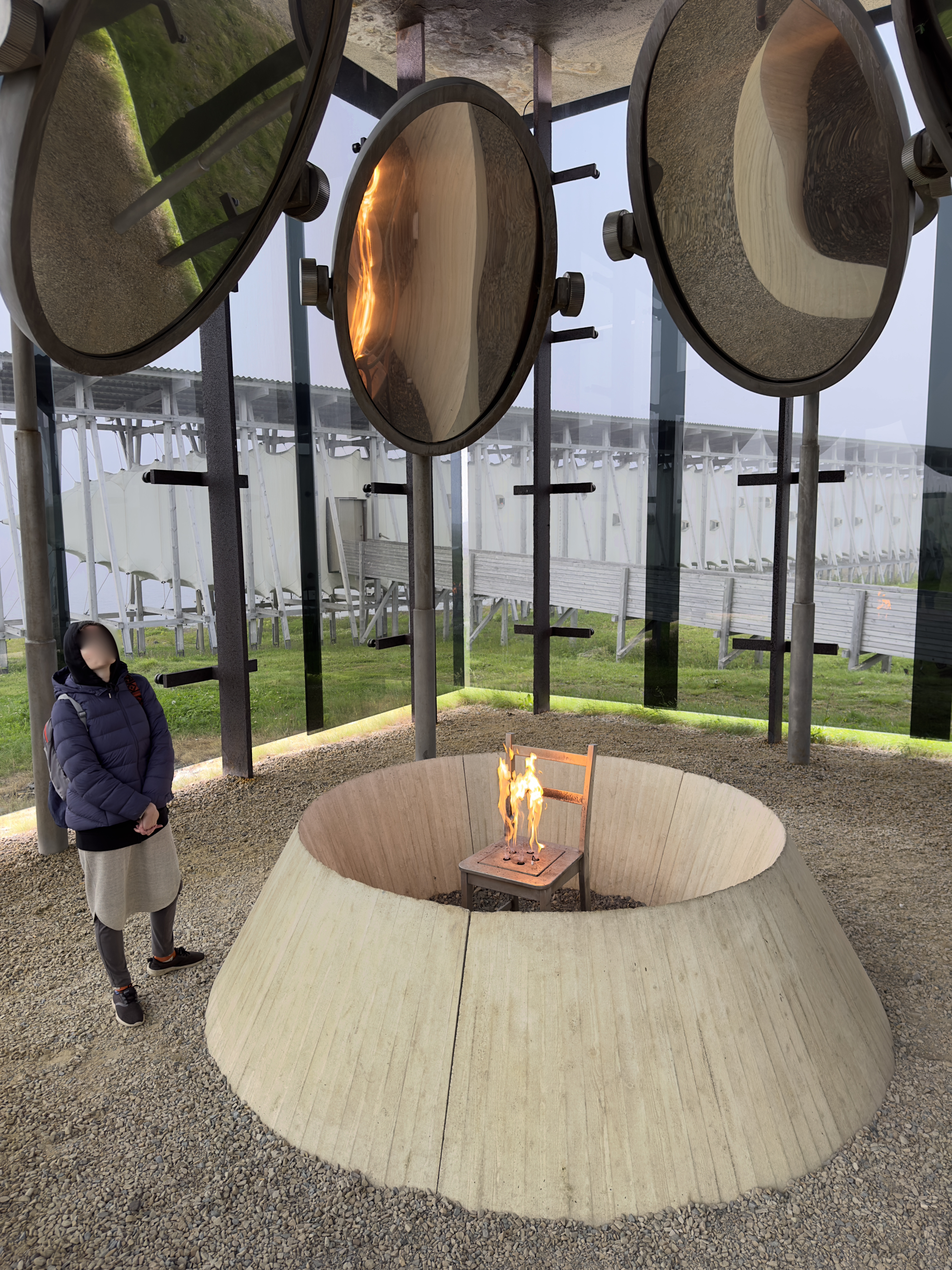
Steilneset

Varanger is een nationale toeristenweg in Noorwegen. De weg loopt door Varanger van Varangerbotn tot Hamningberg. De bewegwijzerde route is 160 kilometer lang en loopt door berkenbossen en langs kliffen aan de Varangerfjord en de Barentszzee. Stopplaatsen zijn Steilneset (Heksenmonument van Louise Bourgeois), Nesseby, Mortensnes, Gornitak.